# 蒂萨屈尔特
蒂萨屈尔特（匈牙利語：Tiszakürt）是匈牙利亚斯-瑙吉孔-索尔诺克州所辖的一个村，总面积28.37平方公里，总人口1414，人口密度49.8人/平方公里（2010年1月1日）。